# Erneville-aux-Bois
Erneville-aux-Bois település Franciaországban, Meuse megyében. Lakosainak száma 146 fő (2022. január 1.). Erneville-aux-Bois Willeroncourt, Chonville-Malaumont, Grimaucourt-près-Sampigny, Nançois-le-Grand, Nançois-sur-Ornain, Saint-Aubin-sur-Aire, Salmagne és Cousances-lès-Triconville községekkel határos.

## Népesség
A település népességének változása:
| Lakosok száma | 169  | 169  | 167  | 160  | 155  | 153  | 145  | 141  | 146  |
|               | 2013 | 2015 | 2016 | 2017 | 2018 | 2019 | 2020 | 2021 | 2022 |